# Kostel Povýšení svatého Kříže (Prace)
Kostel Povýšení svatého Kříže je římskokatolický chrám v obci Prace v okrese Brno-venkov. Je chráněn jako kulturní památka České republiky.
Původně zde stál románský kostel postavený kolem roku 1274, který byl za třicetileté války zničen. Na jeho místě vyrostl v letech 1728–1730 současný barokní jednolodní chrám. Jeho věž posloužila během bitvy u Slavkova v roce 1805 jako ruská pozorovatelna, byla zasažena francouzským dělostřelectvem. Poškozená věž byla posléze nahrazena novou, nižší. V roce 1884 byla ke kostelu přistavěna kaple a sakristie. Další větší úpravy probíhaly v první polovině 30. let 20. století, kdy byla také zeštíhlena a zvýšena věž. Kolem kostela se rozkládá hřbitov.
Je farním kostelem pratecké farnosti.